# MSAN
MSAN (Multi-Servive access node — Мультисервісна платформа доступу), також англ. Multi-service access gateway (MSAG) — телекомунікаційний пристрій що з'єднує абонентські лінії до ядра мережі у мережах нового покоління забезпечуючи послуги фіксованої телефонії (POTS) та широкосмугового доступу за допомогою xDSL чи PoN у одній платформі.
Типова платформа MSAN підключається до ядра мережі за допомогою IP-технологій та може містити плати для телефонії та широкосмугового доступу, або їхню комбінацію. У випадку використання MSAN для телефонії (POTS) сервіс забезпечується з використанням протоколів SIP чи H.323
З економічної точки зору найбільш оптимальним рішенням виглядає введення в експлуатацію обладнання, здатного включатися як в традиційні мережі з комутацією каналів (по тракту Е1 через інтерфейси V5.2 і PRI), так і в перспективні мережі з комутацією пакетів (по протоколах SIP, MGCP, MEGACO/H.248). Одним із прикладів такого типу обладнання може послужити мультисервісний абонентський концентратор (Media Gateway, MG).
Media Gateway, MG — це представник обладнання нового покоління для надання абонентам послуг інтегрованого широкополосного доступу. Він забезпечує доступ до традиційних мереж ТМЗК, до мереж передачі даних і до мультисервісних мереж NGN. У разі підтримки однієї або декількох технологій сімейства DSL такий концентратор може використовуватися як IP DSLAM.
У сільських мережах застосування концентраторів більш доцільне, зважаючи на нераціональність використання великих АТС в мережах малої ємності.